# Irish Cup
De Irish Cup is het nationale voetbalbekertoernooi van Noord-Ierland dat wordt georganiseerd door de Noord-Ierse voetbalbond (IFA). Het mag niet verward worden met de FAI Cup, de Ierse voetbalbeker.
Bij de aanvang van de beker was Ierland nog niet onafhankelijk en namen teams van het hele eiland deel. Na 1921 was de cup enkel nog voorbehouden voor Noord-Ierse teams. De winnaar plaatste zich tot en met het seizoen 1998/99 voor de Europacup II, vanaf 1999/00 voor de UEFA Cup, vanaf het seizoen 2009/10 voor de Europa League en vanaf het seizoen 2021/22 voor de Conference League.

## Finales
| Seizoen | Winnaar            | Uitslag(en)                                              | Finalist                                                 |
| ------- | ------------------ | -------------------------------------------------------- | -------------------------------------------------------- |
| 1880/81 | Moyola Park FC     | 1-0                                                      | Cliftonville                                             |
| 1881/82 | Queen's Island FC  | 2-1                                                      | Cliftonville                                             |
| 1882/83 | Cliftonville FC    | 5-0                                                      | Ulster                                                   |
| 1883/84 | Distillery FC      | 5-0                                                      | Wellington Park                                          |
| 1884/85 | Distillery         | 2-0                                                      | Alexander Limavady                                       |
| 1885/86 | Distillery         | 1-0                                                      | Alexander Limavady                                       |
| 1886/87 | Ulster             | 3-0                                                      | Cliftonville                                             |
| 1887/88 | Cliftonville       | 2-1                                                      | Distillery                                               |
| 1888/89 | Distillery         | 5-4                                                      | YMCA                                                     |
| 1889/90 | Gordon Highlanders | 2-2, 3-1                                                 | Cliftonville                                             |
| 1890/91 | Linfield FC        | 4-2                                                      | Ulster                                                   |
| 1891/92 | Linfield           | 7-0                                                      | The Black Watch                                          |
| 1892/93 | Linfield           | 5-1                                                      | Cliftonville                                             |
| 1893/94 | Distillery         | 2-2, 3-2                                                 | Linfield                                                 |
| 1894/95 | Linfield           | 10-1                                                     | Bohemian FC                                              |
| 1895/96 | Distillery         | 3-1                                                      | Glentoran FC                                             |
| 1896/97 | Cliftonville       | 3-1                                                      | Sherwood Foresters                                       |
| 1897/98 | Linfield           | 2-0                                                      | St Columb's Hall Celtic                                  |
| 1898/99 | Linfield           | 2-1                                                      | Glentoran                                                |
| 1899/00 | Cliftonville       | 2-1                                                      | Bohemian FC                                              |
| 1900/01 | Cliftonville       | 1-0                                                      | Freebooters                                              |
| 1901/02 | Linfield           | 5-0                                                      | Distillery                                               |
| 1902/03 | Distillery         | 3-1                                                      | Bohemian FC                                              |
| 1903/04 | Linfield           | 5-1                                                      | Derry Celtic                                             |
| 1904/05 | Distillery         | 3-0                                                      | Shelbourne FC                                            |
| 1905/06 | Shelbourne FC      | 2-0                                                      | Belfast Celtic                                           |
| 1906/07 | Cliftonville       | 0-0, 1-0                                                 | Shelbourne                                               |
| 1907/08 | Bohemian FC        | 1-1, 3-1                                                 | Shelbourne                                               |
| 1908/09 | Cliftonville       | 0-0, 2-1                                                 | Bohemian FC                                              |
| 1909/10 | Distillery         | 1-0                                                      | Cliftonville                                             |
| 1910/11 | Shelbourne         | 0-0, 2-1                                                 | Bohemian FC                                              |
| 1911/12 | Linfield           | laatste overblijvende club nadat teams zich terugtrokken | laatste overblijvende club nadat teams zich terugtrokken |
| 1912/13 | Linfield           | 2-0                                                      | Glentoran                                                |
| 1913/14 | Glentoran FC       | 3-1                                                      | Linfield                                                 |
| 1914/15 | Linfield           | 1-0                                                      | Belfast Celtic                                           |
| 1915/16 | Linfield           | 1-1, 1-0                                                 | Glentoran                                                |
| 1916/17 | Glentoran          | 2-0                                                      | Belfast Celtic                                           |
| 1917/18 | Belfast Celtic     | 0-0, 0-0, 2-0                                            | Linfield                                                 |
| 1918/19 | Linfield           | 2-1                                                      | Glentoran                                                |
| 1919/20 | Shelbourne         | finale niet gespeeld                                     | finale niet gespeeld                                     |
| 1920/21 | Glentoran          | 2-0                                                      | Glenavon                                                 |
| 1921/22 | Linfield           | 2-0                                                      | Glenavon                                                 |
| 1922/23 | Linfield           | 2-0                                                      | Glentoran                                                |
| 1923/24 | Queen's Island     | 1-0                                                      | Willowfield                                              |
| 1924/25 | Distillery         | 2-1                                                      | Glentoran                                                |
| 1925/26 | Belfast Celtic     | 3-2                                                      | Linfield                                                 |
| 1926/27 | Ards FC            | 3-2                                                      | Cliftonville                                             |
| 1927/28 | Willowfield        | 1-0                                                      | Larne FC                                                 |
| 1928/29 | Ballymena United   | 2-1                                                      | Belfast Celtic                                           |
| 1929/30 | Linfield           | 4-3                                                      | Ballymena United                                         |
| 1930/31 | Linfield           | 3-0                                                      | Ballymena United                                         |
| 1931/32 | Glentoran          | 2-1                                                      | Linfield                                                 |
| 1932/33 | Glentoran          | 3-1                                                      | Distillery                                               |
| 1933/34 | Linfield           | 4-0                                                      | Cliftonville                                             |
| 1934/35 | Glentoran          | 1-0                                                      | Larne                                                    |
| 1935/36 | Linfield           | 2-0                                                      | Derry City                                               |
| 1936/37 | Belfast Celtic     | 3-0                                                      | Linfield                                                 |
| 1937/38 | Belfast Celtic     | 2-0                                                      | Bangor FC                                                |
| 1938/39 | Linfield           | 2-0                                                      | Ballymena United                                         |
| 1939/40 | Ballymena United   | 2-0                                                      | Glenavon                                                 |
| 1940/41 | Belfast Celtic     | 1-0                                                      | Linfield                                                 |
| 1941/42 | Linfield           | 3-1                                                      | Glentoran                                                |
| 1942/43 | Belfast Celtic     | 1-0                                                      | Glentoran                                                |
| 1943/44 | Belfast Celtic     | 3-1                                                      | Linfield                                                 |
| 1944/45 | Linfield           | 4-2                                                      | Glentoran                                                |
| 1945/46 | Linfield           | 3-0                                                      | Distillery                                               |
| 1946/47 | Belfast Celtic     | 1-0                                                      | Glentoran                                                |
| 1947/48 | Linfield           | 3-0                                                      | Coleraine FC                                             |
| 1948/49 | Derry City         | 1-0                                                      | Glentoran                                                |
| 1949/50 | Linfield           | 2-1                                                      | Distillery                                               |
| 1950/51 | Glentoran          | 3-1                                                      | Ballymena United                                         |
| 1951/52 | Ards               | 1-0                                                      | Glentoran                                                |
| 1952/53 | Linfield           | 5-0                                                      | Coleraine                                                |
| 1953/54 | Derry City         | 2-2, 0-0, 1-0                                            | Glentoran                                                |
| 1954/55 | Dundela FC         | 3-0                                                      | Glenavon                                                 |
| 1955/56 | Distillery         | 2-2, 0-0, 1-0                                            | Glentoran                                                |
| 1956/57 | Glenavon FC        | 2-0                                                      | Derry City                                               |
| 1957/58 | Ballymena United   | 2-0                                                      | Linfield                                                 |
| 1958/59 | Glenavon           | 1-1, 2-0                                                 | Ballymena United                                         |
| 1959/60 | Linfield           | 5-1                                                      | Ards                                                     |
| 1960/61 | Glenavon           | 5-1                                                      | Linfield                                                 |
| 1961/62 | Linfield           | 4-0                                                      | Portadown FC                                             |
| 1962/63 | Linfield           | 2-1                                                      | Distillery                                               |
| 1963/64 | Derry City         | 2-0                                                      | Glentoran                                                |
| 1964/65 | Coleraine FC       | 2-1                                                      | Glenavon                                                 |
| 1965/66 | Glentoran          | 2-0                                                      | Linfield                                                 |
| 1966/67 | Crusaders FC       | 3-1                                                      | Glentoran                                                |
| 1967/68 | Crusaders          | 2-0                                                      | Linfield                                                 |
| 1968/69 | Ards               | 0-0, 4-2                                                 | Distillery                                               |
| 1969/70 | Linfield           | 2-1                                                      | Ballymena United                                         |
| 1970/71 | Distillery         | 3-0                                                      | Derry City                                               |
| 1971/72 | Coleraine          | 2-1                                                      | Portadown                                                |
| 1972/73 | Glentoran          | 3-2                                                      | Linfield                                                 |
| 1973/74 | Ards               | 2-1                                                      | Ballymena United                                         |
| 1974/75 | Coleraine          | 1-1, 0-0, 1-0                                            | Linfield                                                 |
| 1975/76 | Carrick Rangers    | 2-1                                                      | Linfield                                                 |
| 1976/77 | Coleraine          | 4-1                                                      | Linfield                                                 |
| 1977/78 | Linfield           | 3-1                                                      | Ballymena United                                         |
| 1978/79 | Cliftonville       | 3-2                                                      | Portadown                                                |
| 1979/80 | Linfield           | 2-0                                                      | Crusaders                                                |
| 1980/81 | Ballymena United   | 1-0                                                      | Glenavon                                                 |
| 1981/82 | Linfield           | 2-1                                                      | Coleraine                                                |
| 1982/83 | Glentoran          | 1-1, 2-1                                                 | Linfield                                                 |
| 1983/84 | Ballymena United   | 4-1                                                      | Carrick Rangers                                          |
| 1984/85 | Glentoran          | 1-1, 1-0                                                 | Linfield                                                 |
| 1985/86 | Glentoran          | 4-1                                                      | Coleraine                                                |
| 1986/87 | Glentoran          | 1-0                                                      | Larne                                                    |
| 1987/88 | Glentoran          | 1-0                                                      | Glenavon                                                 |
| 1988/89 | Ballymena United   | 1-0                                                      | Larne                                                    |
| 1989/90 | Glentoran          | 3-0                                                      | Portadown                                                |
| 1990/91 | Portadown FC       | 2-1                                                      | Glenavon                                                 |
| 1991/92 | Glenavon           | 2-1                                                      | Linfield                                                 |
| 1992/93 | Bangor FC          | 1-1 nv, 1-1 nv , 1-0 nv                                  | Ards                                                     |
| 1993/94 | Linfield           | 2-0                                                      | Bangor                                                   |
| 1994/95 | Linfield           | 3-1                                                      | Carrick Rangers                                          |
| 1995/96 | Glentoran          | 1-0                                                      | Glenavon                                                 |
| 1996/97 | Glenavon           | 1-0                                                      | Cliftonville                                             |
| 1997/98 | Glentoran          | 1-0 nv                                                   | Glenavon                                                 |
| 1998/99 | Portadown          | niet gespeeld                                            | Cliftonville (gediskwalificeerd)                         |
| 1999/00 | Glentoran          | 1-0                                                      | Portadown                                                |
| 2000/01 | Glentoran          | 1-0 nv                                                   | Linfield                                                 |
| 2001/02 | Linfield           | 2-1                                                      | Portadown                                                |
| 2002/03 | Coleraine          | 1-0                                                      | Glentoran                                                |
| 2003/04 | Glentoran          | 1-0                                                      | Coleraine                                                |
| 2004/05 | Portadown          | 5-1                                                      | Larne                                                    |
| 2005/06 | Linfield           | 2-1                                                      | Glentoran                                                |
| 2006/07 | Linfield           | 2-2 ns (3-2)                                             | Dungannon Swifts                                         |
| 2007/08 | Linfield           | 2-1                                                      | Coleraine                                                |
| 2008/09 | Crusaders          | 1-0                                                      | Cliftonville                                             |
| 2009/10 | Linfield           | 2-1                                                      | Portadown                                                |
| 2010/11 | Linfield           | 2-1                                                      | Crusaders                                                |
| 2011/12 | Linfield           | 4-1                                                      | Crusaders                                                |
| 2012/13 | Glentoran          | 2-1 nv                                                   | Cliftonville                                             |
| 2013/14 | Glenavon           | 2-1                                                      | Ballymena United                                         |
| 2014/15 | Glentoran          | 2-0                                                      | Portadown                                                |
| 2015/16 | Glenavon           | 2-0                                                      | Linfield                                                 |
| 2016/17 | Linfield           | 3-0                                                      | Coleraine                                                |
| 2017/18 | Coleraine          | 3-1                                                      | Cliftonville                                             |
| 2018/19 | Crusaders          | 3-0                                                      | Ballinamallard United FC                                 |
| 2019/20 | Glentoran          | 2-1 nv                                                   | Ballymena United                                         |
| 2020/21 | Linfield           | 2-1                                                      | Larne                                                    |
| 2021/22 | Crusaders          | 2-1 nv                                                   | Ballymena United                                         |
| 2022/23 | Crusaders          | 4-0                                                      | Ballymena United                                         |
| 2023/24 | Cliftonville       | 3-1 nv                                                   | Linfield                                                 |
| 2024/25 | Dungannon Swifts   | 2-1 ns (4-3)                                             | Cliftonville                                             |

### Prestaties per club
| Club                                   | Titels | Finalist | Winnaar in: |
| -------------------------------------- | ------ | -------- | --- |
| Linfield FC                            | 44     | 22       | 1891, 1892, 1893, 1895, 1898, 1899, 1902, 1904, 1912, 1913, 1915, 1916, 1919, 1922, 1923, 1930, 1931, 1934, 1936, 1939, 1942, 1945, 1946, 1948, 1950, 1953, 1960, 1962, 1963, 1970, 1978, 1980, 1982, 1994, 1995, 2002, 2006, 2007, 2008, 2010, 2011, 2012, 2017, 2021 |
| Glentoran FC                           | 23     | 19       | 1914, 1917, 1921, 1932, 1933, 1935, 1951, 1966, 1973, 1983, 1985, 1986, 1987, 1988, 1990, 1996, 1998, 2000, 2001, 2004 2013, 2015, 2020 |
| Lisburn Distillery FC                  | 12     | 7        | 1884, 1885, 1886, 1889, 1894, 1896, 1903, 1905, 1910, 1925, 1956, 1971 |
| Cliftonville FC (1999 niet inbegrepen) | 9      | 13       | 1883, 1888, 1897, 1900, 1901, 1907, 1909, 1979, 2024 |
| Belfast Celtic                         | 8      | 4        | 1918, 1926, 1937, 1938, 1941, 1943, 1944, 1947 |
| Glenavon FC                            | 7      | 10       | 1957, 1959, 1961, 1992, 1997, 2014, 2016 |
| Ballymena United                       | 6      | 10       | 1929, 1940, 1958, 1981, 1984, 1989 |
| Coleraine FC                           | 6      | 7        | 1965, 1972, 1975, 1977, 2003, 2018 |
| Crusaders FC                           | 6      | 3        | 1967, 1968, 2009, 2019, 2022, 2023 |
| Ards FC                                | 4      | 2        | 1927, 1952, 1969, 1974 |
| Portadown FC                           | 3      | 8        | 1991, 1999, 2005 |
| Shelbourne FC                          | 3      | 3        | 1906, 1911, 1920 |
| Derry City                             | 3      | 4        | 1949, 1954, 1964 |
| Queen's Island FC                      | 2      |          | 1882, 1924 |
| Moyola Park FC                         | 1      |          | 1881 |
| Ulster FC                              | 1      | 2        | 1887 |
| Gordon Highlanders Regiment FC         | 1      |          | 1890 |
| Bohemians FC                           | 1      | 5        | 1908 |
| Willowfield FC                         | 1      | 1        | 1928 |
| Dundela FC                             | 1      |          | 1955 |
| Carrick Rangers                        | 1      | 2        | 1976 |
| Bangor FC                              | 1      | 2        | 1993 |
| Dungannon Swifts                       | 1      | 1        | 2025 |
| Larne FC                               |        | 6        | |
| Alexander Limavady                     |        | 2        | |
| Derry Celtic                           |        | 2        | |
| Wellington Park FC                     |        | 1        | |
| YMCA FC                                |        | 1        | |
| The Black Watch Regiment FC            |        | 1        | |
| Sherwood Foresters FC                  |        | 1        | |
| St. Colomb’s Hall Celtic               |        | 1        | |
| Freebooters FC                         |        | 1        | |
| Ballinamallard United FC               |        | 1        | |